# Black as Pitch
Black as Pitch är ett musikalbum inspelat av det italienska metal-bandet Necrodeath år 2001.

## Låtlista
1. "Red as Blood" – 3:57
2. "Riot of Stars" – 2:46
3. "Burn and Deny" – 2:55
4. "Mortal Consequence" – 2:56
5. "Sacrifice 2k1" – 3:34
6. "Process of Violation" – 3:20
7. "Anagaton" – 2:44
8. "Killing Time" – 2:20
9. "Saviours of Hate" – 3:24
10. "Join the Pain" – 2:49
11. "Church's Black Book" – 8:08

## Medverkande
Necrodeath
- Flegias (Alberto Gaggiotti) – sång
- Claudio (Claudio Bonavita) – gitarr
- Peso (Marco Pesenti) – trummor
- John (Davide Queirolo) – basgitarr

Produktion
- Pelle Saether – ljudtekniker
- Lars Lindén – ljudtekniker
- Alberto Cutolo – mastering
- Alberto Penzin – omslagsdesign
- Red Balda – foto
- Chicco – foto